# Wieliczka
Wieliczka je grad u južnoj Poljskoj pokrajini Malopoljsko vojvodstvo), u širem gradskom području grada Krakova. Mjesto je najslavnije po Rudniku soli Wieliczka koji je 1978. godine upisan na UNESCO-ov popis mjesta svjetske baštine u Europi.

## Povijest
Još prije oko 5.500 godina na ovom području se vadila sol isparavanjem iz površinske slane vode. Tu je nastalo naselje, u rimsko doba poznato kao Magnum Sal ("Velika sol"), na poljskom Wielika Sol, kako se prvi put spominje u izvješću papinskog legata Gillesa iz oko 1124. godine.
Grad je službeno osnovao poljski vojvoda, i kasniji kralj, Premislav II. Poljski 1290. godine kao naselje rudara uz slavni rudnik soli koji je jedan od najstarijih u svijetu (najstariji je Rudnik soli Bochnia, 20 km od Wieliczke). Ležište soli je dugo oko 10 km, široko od 500 do 1300 metara i debelo oko 400 m u dubinu. 
Grad je bio dio Krakovskog vojvodstva od 1975. do 1998. godine kada je ujedinjeno Malopoljsko vojvodstvo.

## Znamenitosti
- Drvena gradska Crkva sv. Sebastijana potječe iz 16. st, a u 20. st. oslikao ju je Włodziemierz Tetmajer.
- Rudnik soli Wieliczka

## Gradovi prijatelji
Wieliczka ima ugovore o partnerstvu s gradovima:
- Bergkamen, Njemačka
- Litovel, Češka
- Sesto Fiorentino, Italija
- Saint-Andre-lez-Lille, Francuska

## Poveznice
- Hallstatt
- Salzburg

## Vanjske poveznice
- Wieliczka vodič  Arhivirana inačica izvorne stranice od 15. srpnja 2009. (Wayback Machine) (engl.)
- Wieliczka na interaktivnoj karti Krakova  Arhivirana inačica izvorne stranice od 20. veljače 2012. (Wayback Machine) (polj.)

### Ostali projekti
|  | Zajednički poslužitelj ima stranicu o temi Wieliczka |